# Tar (ssaki)
Tar (Hemitragus) – rodzaj ssaków z podrodziny antylop (Antilopinae) w obrębie rodziny wołowatych (Bovidae).

## Rozmieszczenie geograficzne
Rodzaj obejmuje jeden żyjący współcześnie gatunek występujący w Indiach, Nepalu i Chińskiej Republice Ludowej.

## Morfologia
Długość ciała (bez ogona) 90–170 cm, długość ogona 9–12 cm, wysokość w kłębie 65–100 cm; masa ciała 55–124 kg.

## Systematyka
Rodzaj zdefiniował w 1841 roku angielski etnolog i zoolog Brian Houghton Hodgson w artykule zatytułowanym Sklasyfikowany katalog ssaków Nepalu, poprawiony do końca 1840 roku, po raz pierwszy wydrukowany w 1832 roku, opublikowanym w czasopiśmie „Calcutta Journal of Natural History, and Miscellany of the Arts and Sciences in India”. Gatunkiem typowym jest (oznaczenie monotypowe) tar himalajski (H. jemlahicus).

### Etymologia
Hemitragus: gr. ἡμι- hēmi- ‘pół-, mały’, od ἡμισυς hēmisus ‘połowa”’; τραγος tragos ‘kozioł’.

### Podział systematyczny
Do rodzaju należy jeden występujący współcześnie gatunek:
- Hemitragus jemlahicus (C.H. Smith, 1826) – tar himalajski

Opisano również kilka gatunków wymarłych:
- Hemitragus albus (Moyà-Solà, 1987)[9] (Hiszpania; wczesny plejstocen).
- Hemitragus bonali Harlé & Stehlin, 1913[10] (Francja; plejstocen).
- Hemitragus cedrensis Crégut-Bonnoure, 1989[11] (Francja; późny plejstocen).
- Hemitragus orientalis Crégut-Bonnoure & Spassov, 2002[12] (Bułgaria; późny pliocen).